# Atletisme als Jocs Olímpics d'Estiu de 1928 - triple salt masculí
El triple salt masculí va ser una de les proves del programa d'atletisme disputades durant els Jocs Olímpics d'Amsterdam de 1928. La prova es va disputar el 2 d'agost de 1928 i hi van prendre part 24 atletes de 13 nacions diferents. Es permetia un màxim de quatre atletes per país.

## Medallistes
| Or              | Plata            | Bronze             |
| Mikio Oda (JAP) | Levi Casey (USA) | Vilho Tuulos (FIN) |

## Rècords
Aquests eren els rècords del món i olímpic que hi havia abans de la celebració dels Jocs Olímpics de 1928.
| Rècord del Món | 15m 525cm | Nick Winter | París (FRA) | 12 juliol 1924 |
| Rècord Olímpic | 15m 525cm | Nick Winter | París (FRA) | 12 juliol 1924 |

No es va establir cap nou rècord del món o olímpic durant la competició.

## Resultats
Els sis millors saltadors es classificaven per a la ronda final.
| Pos. | Atleta                | Nació         | 1     | 2     | 3     | 4         | 5         | 6         | Distància (m) |
| ---- | --------------------- | ------------- | ----- | ----- | ----- | --------- | --------- | --------- | ------------- |
| 1    | Mikio Oda             | Japó          | 15.02 | 15.13 | 15.21 | X         | 14.30     | X         | 15.21         |
| 2    | Levi Casey            | Estats Units  | 14.13 | 14.53 | 14.93 | X         | X         | 15.17     | 15.17         |
| 3    | Vilho Tuulos          | Finlàndia     | X     | 14.13 | 14.73 | 14.97     | 15.09     | 15.11     | 15.11         |
| 4    | Chuhei Nanbu          | Japó          | 14.75 | 14.35 | 15.01 | X         | 14.21     | 15.00     | 15.01         |
| 5    | Toimi Tulikoura       | Finlàndia     | 14.37 | 14.53 | 14.70 | 14.34     | X         | 14.62     | 14.70         |
| 6    | Erkki Järvinen        | Finlàndia     | 14.63 | 14.65 | 14.23 | 14.06     | X         | X         | 14.65         |
| 7    | Willem Peters         | Països Baixos | 14.55 | 14.55 | 14.55 | no passa  | no passa  | no passa  | 14.55         |
| 8    | Väinö Rainio          | Finlàndia     | 14.41 | 14.41 | 14.41 | no passa  | no passa  | no passa  | 14.41         |
| 9    | Sidney Bowman         | Estats Units  | 14.35 | 14.35 | 14.35 | no passa  | no passa  | no passa  | 14.35         |
| 9    | Jan Blankers          | Països Baixos | 14.35 | 14.35 | 14.35 | no passa  | no passa  | no passa  | 14.35         |
| 11   | Lloyd Bourgeois       | Estats Units  | 14.28 | 14.28 | 14.28 | no passa  | no passa  | no passa  | 14.28         |
| 12   | Nick Winter           | Austràlia     | 14.15 | 14.15 | 14.15 | no passa  | no passa  | no passa  | 14.15         |
| 13   | Gijs Lamoree          | Països Baixos | 14.08 | 14.08 | 14.08 | no passa  | no passa  | no passa  | 14.08         |
| 14   | Imre Fekete           | Hongria       | 14.07 | 14.07 | 14.07 | no passa  | no passa  | no passa  | 14.07         |
| 15   | Steef van Musscher    | Països Baixos | 13.93 | 13.93 | 13.93 | no passa  | no passa  | no passa  | 13.93         |
| 16   | Alex Munroe           | Canadà        | 13.87 | 13.87 | 13.87 | no passa  | no passa  | no passa  | 13.87         |
| 17   | Konstantinos Petridis | Grècia        | 13.83 | 13.83 | 13.83 | no passae | no passae | no passae | 13.83         |
| 18   | Hermann Brügmann      | Dinamarca     | 13.82 | 13.82 | 13.82 | no passa  | no passa  | no passa  | 13.82         |
| 19   | Theo Phelan           | Irlanda       | 13.73 | 13.73 | 13.73 | no passa  | no passa  | no passa  | 13.73         |
| 20   | Bob Kelley            | Estats Units  | 13.64 | 13.64 | 13.64 | no passa  | no passa  | no passa  | 13.64         |
| 21   | Arild Lenth           | Noruega       | 13.39 | 13.39 | 13.39 | no passa  | no passa  | no passa  | 13.39         |
| 22   | Ferenc Molnár         | Hongria       | 13.36 | 13.36 | 13.36 | no passa  | no passa  | no passa  | 13.36         |
| 23   | Wilfrid Kalaugher     | Nova Zelanda  | 12.94 | 12.94 | 12.94 | no passa  | no passa  | no passa  | 12.94         |
| 24   | Johannes Viljoen      | Sud-àfrica    | 12.49 | 12.49 | 12.49 | no passa  | no passa  | no passa  | 12.49         |